# ماساهيكو إيتشيكاوا
ماساهيكو إيتشيكاوا (باليابانية: 市川 雅彦) (17 سبتمبر 1985 في طوكيو في اليابان – )؛ هو لاعب كرة قدم ياباني سابق كان يلعب كمهاجم.

## وصلات خارجية
- ماساهيكو إيتشيكاوا على موقع رابطة كرة القدم اليابانية للمحترفين (اليابانية)
- ماساهيكو إيتشيكاوا على موقع قاعدة بيانات كرة القدم.إي يو (الإنجليزية)
- ماساهيكو إيتشيكاوا على موقع Soccerway.com (الإنجليزية)
- ماساهيكو إيتشيكاوا على موقع عالم كرة القدم.نت (الإنجليزية)